# Яблунівська сільська рада (Лисянський район)
Яблуні́вська сільська́ ра́да — адміністративно-територіальна одиниця та орган місцевого самоврядування в Лисянському районі Черкаської області. Адміністративний центр — село Яблунівка.

## Загальні відомості
- Населення ради: 619 осіб (станом на 2001 рік)

## Населені пункти
Сільській раді підпорядковані населені пункти:
- с. Яблунівка
- с. Кучківка

## Склад ради
Рада складається з 14 депутатів та голови.
- Голова ради: Бабенко Любов Василівна
- Секретар ради: Шкляр Тетяна Андріївна

### Керівний склад попередніх скликань
| Прізвище, ім'я, по батькові | Основні відомості                                                         | Дата обрання | Дата звільнення |
| --------------------------- | ------------------------------------------------------------------------- | ------------ | --------------- |
| Ставенко Микола Васильович  | Сільський голова, 1959 року народження, безпартійний                      | 26.03.2006   | 31.10.2010      |
| Бабенко Любов Василівна     | Сільський голова, 1961 року народження, освіта вища, член Партії регіонів | 31.10.2010   |                 |

Примітка: таблиця складена за даними сайту Верховної Ради України

### Депутати
За результатами місцевих виборів 2010 року депутатами ради стали:

#### За суб'єктами висування
| Суб'єкт висування           | Кількість обраних депутатів | %    |
| --------------------------- | --------------------------- | ---- |
| Партія регіонів             | 5                           | 35,7 |
| Самовисування               | 5                           | 35,7 |
| Народна партія              | 3                           | 21,4 |
| Комуністична партія України | 1                           | 7,1  |

#### За округами
| № округу                    | Прізвище, ім'я, по батькові      | Дата визнання обраним | Освіта  | Партійна приналежність | Відомості про обраного депутата       |
| --------------------------- | -------------------------------- | --------------------- | ------- | ---------------------- | ------------------------------------- |
| Комуністична партія України |                                  |                       |         |                        |                                       |
| 13                          | Козленко Євгеній Олегович        | 05.11.2010            | середня | позапартійний          | Соціальний працівник                  |
| Народна Партія              |                                  |                       |         |                        |                                       |
| 1                           | Матвійчук Тамара Іванівна        | 05.11.2010            | середня | позапартійна           | ПП «Яблунівка», обліковець            |
| 10                          | Шкляр Тетяна Андріївна           | 05.11.2010            | середня | член Народної партії   | Яблунівська сільська рада, секретар   |
| 12                          | Петров Микола Петрович           | 05.11.2010            | середня | позапартійний          | тимчасово не працює                   |
| Партія регіонів             |                                  |                       |         |                        |                                       |
| 2                           | Огнива Надія Василівна           | 05.11.2010            | вища    | член Партії регіонів   | Яблунівський НВК, вчитель             |
| 5                           | Смолковська Валентина Леонідівна | 05.11.2010            | середня | член Партії регіонів   | Яблунівський НВК, помічник вихователя |
| 6                           | Ставенко Людмила Михайлівна      | 05.11.2010            | вища    | член Партії регіонів   | Яблунівський НВК, директор            |
| 7                           | Волошенко Олена Анатоліївна      | 05.11.2010            | середня | позапартійна           | фізична особа-підприємець             |
| 8                           | Нужний Володимир Миколайович     | 05.11.2010            | середня | позапартійний          | тимчасово не працює                   |
| Самовисування               |                                  |                       |         |                        |                                       |
| 3                           | Кердань Валентина Петрівна       | 05.11.2010            | середня | позапартійна           | Яблунівський БК, техпрацівник         |
| 4                           | Бутар Микола Андрійович          | 05.11.2010            | середня | позапартійний          | ПП «Яблунівка», інженер               |
| 9                           | Стозуб Микола Вікторович         | 05.11.2010            | середня | позапартійний          | тимчасово не працює                   |
| 11                          | Кердань Валентин Семенович       | 05.11.2010            | середня | позапартійний          | підприємець                           |
| 14                          | Козленко Любов Михайлівна        | 05.11.2010            | середня | позапартійна           | тимчасово не працює                   |

## Населення
Згідно з переписом УРСР 1989 року чисельність наявного населення села становила 1054 особи, з яких 435 чоловіків та 619 жінок.
За переписом населення України 2001 року в селі мешкало 614 осіб.

### Мова
Розподіл населення за рідною мовою за даними перепису 2001 року:
| Мова       | Відсоток |
| ---------- | -------- |
| українська | 99,03 %  |
| російська  | 0,48 %   |
| білоруська | 0,32 %   |